# Tang Kabūd
Tang Kabūd (persiska: تَنگِ كَبود, تنگ کبود, Tang-e Kabūd) är en ort i Iran.   Den ligger i provinsen Lorestan, i den västra delen av landet, 500 km sydväst om huvudstaden Teheran. Tang Kabūd ligger 1 061 meter över havet och antalet invånare är 630.
Terrängen runt Tang Kabūd är huvudsakligen kuperad, men västerut är den bergig.Runt Tang Kabūd är det ganska tätbefolkat, med 52 invånare per kvadratkilometer. Närmaste större samhälle är Garāb, 8,9 km sydost om Tang Kabūd. Omgivningarna runt Tang Kabūd är i huvudsak ett öppet busklandskap.